# Batta
Durante el Raj británico, Batta o Bhatta era una asignación militar, consistente en una pensión especial que se otorgaba a agentes, soldados u otros empleados públicos en el campo. El término es probablemente derivado del Kanarese bhatta (arroz en el husk).
En Hindi, el término bhatta (भत्ता) es ahora utilizado para referir a la pensión que se otorga a personal militar u otros empleados públicos.